# Villa Luz, Tabasco
Villa Luz är en ort i Mexiko.   Den ligger i kommunen Tacotalpa och delstaten Tabasco, i den sydöstra delen av landet, 700 km öster om huvudstaden Mexico City. Villa Luz ligger 87 meter över havet och antalet invånare är 112.
Terrängen runt Villa Luz är kuperad åt nordost, men åt sydväst är den bergig. Runt Villa Luz är det ganska tätbefolkat, med 70 invånare per kvadratkilometer. Närmaste större samhälle är Tacotalpa, 18,3 km norr om Villa Luz. I omgivningarna runt Villa Luz växer i huvudsak städsegrön lövskog.